# Miłogoszcz (Tuczno)
Miłogoszcz (deutsch Mehlgast, früher Melgast) ist ein Dorf in der Landgemeinde (Gmina) Tuczno (Tütz) im Powiat Wałecki  (Deutsch Kroner Kreis)  der polnischen Woiwodschaft Westpommern.

## Geographische Lage
Das Dorf liegt im Netzedistrikt des ehemaligen Westpreußen, etwa 23 Kilometer südwestlich von Deutsch Krone (Wałcz), zehn Kilometer nordnordöstlich von Schloppe (Człopa) und sechs Kilometer südöstlich von Tütz (Tuczno).

## Geschichte
Die Grenzregion des Netzedistrikts, in der das Dorf liegt, hatte ursprünglich zum Herzogtum Pommern gehört, war vorübergehend unter polnische Herrschaft gelangt und dann an die Markgrafen von Brandenburg gekommen. Im Rahmen der Ersten Teilung Polen-Litauens kam das Dorf 1772 zusammen mit dem Landkreis Deutsch Krone an Preußen.
Das Dorf gehörte früher zur Herrschaft Tütz. Ältere Ortsbezeichnungen sind Millegosch (1337) und Mielogoszcz (1736), neupolnisch Mieligośċ. 1337 lag das Dorf mit seinen 64 Hufen wüst. 1783 hatte es der Starost von Mośzczenski in Besitz. Im Rahmen eines Tauschvertrags gab die Herrschaft Tütz 1865 26 Morgen des zum Gut Mehlgast gehörigen Grundes an das Gut Mellentin ab.
Die Gemeinde Mehlgast hatte um 1930 eine 7,4 km² große Gemarkungsfläche, und auf dem Gemeindegebiet befanden sich zwei Wohnplätze, auf denen insgesamt 35 bewohnte Wohnhäuser standen:
- Mehlgast
- Werder

Im Jahr 1945 gehörte Mehlgast zum Landkreis Deutsch Krone im Regierungsbezirk Grenzmark Posen-Westpreußen der preußischen Provinz Pommern des Deutschen Reichs. Mehlgast war dem Amtsbezirk Schloss Tütz zugeordnet.
Im Februar 1945 wurde Mehlgast von der Roten Armee besetzt. Nach Beendigung der Kampfhandlungen wurde die Region seitens der sowjetischen Besatzungsmacht zusammen mit ganz Hinterpommern und der südlichen Hälfte Ostpreußens – militärische Sperrgebiete ausgenommen – der Volksrepublik Polen zur Verwaltung überlassen. Es wanderten nun Polen zu. Mehlgast wurde unter der polnischen Ortsbezeichnung „Miłogoszcz“ verwaltet. Die einheimische Bevölkerung wurde von der polnischen Administration aus Mehlgast vertrieben.

### Demographie
| Jahr | Einwohner | Anmerkungen |
| ---- | --------- | --- |
| 1783 | –         | adliges Dorf und Vorwerk nebst einer katholischen Kirche, zwölf Feuerstellen (Haushaltungen), im Netzedistrikt, Kreis Krone                                                                    |
| 1818 | 89        | adliges Dorf |
| 1864 | 255       | davon 43 Evangelische und 212 Katholiken |
| 1910 | 366       | am 1. Dezember, darunter 222 in der Landgemeinde (zehn Evangelische und 212 Katholiken) und 144 im Gutsbezirk (25 Evangelische und 119 Katholiken; drei Personen mit polnischer Muttersprache) |
| 1925 | 346       | darunter 48 Evangelische und 297 Katholiken |
| 1933 | 367       | [ 9 ] |
| 1939 | 366       | [ 9 ] |

## Kirche
Im Jahr 1641 stand hier eine aus Holz gebaute Kirche, die eine Filiale von Tütz war.
Die Protestanten der bis 1945 anwesenden Dorfbevölkerung gehörten zum evangelischen Kirchspiel Tütz.